# Товариство соціальних досліджень науки
Товариство соціальних досліджень науки ( 4S ) — це некомерційна наукова асоціація, що займається соціальними дослідженнями науки та техніки (STS) .  Товариство було засноване  у 1975 році, а станом на 2008 рік його міжнародне членство перевищує 1200 осіб. У 2016 році понад 2000 людей відвідали щорічні збори товариства в Барселоні, організовані Європейською асоціацією з вивчення науки й технологій (EASST). На святкуванні його 40-річчя в Корнельському університеті були присутні видатні науковці НТС, такі як Тревор Пінч, Шейла Джасанофф і Бруно Латур . 
Його статут був розроблено в 1975 році , а його першим президентом став американський соціолог Роберт К. Мертон .  Наразі він базується на факультеті соціології Університету штату Луїзіана . Він видає щоквартальний академічний журнал Science, Technology, &amp; Human Values і проводить велику щорічну конференцію, в якій беруть участь сотні вчених з різних галузей, включаючи науку та технології, соціологію науки, наукознавство, історію науки, філософію науки, антропологію науки, економіку, політологія, психологія, а також викладачі природничих дисциплін  та науковці.
Щорічно він  присуджує премію Людвіка Флека за «найкращу книгу в галузі науки і техніки», премію Рейчел Карсон за «працю, що має соціальне чи політичне значення», премію Джона Десмонда Бернала за особу, яка зробила «видатну діяльність». внесок у сферу», а також нагороду Ніколаса К. Маллінза "за видатні наукові досягнення в галузі природничих та технічних наук" аспіранта. 
Станом на 2020 рік президентом товариства є Джоан Фудзімура, професор соціології Університету Вісконсіна в Медісоні . 4S керується радою що складається  з дев’яти осіб, а також її президентом. 

## зовнішні посилання
Шаблон:International Science CouncilInternational Science CouncilШаблон:Science and technology studiesШаблон:Science and technology studies
Authority control